# جيل دوزير
جيل دوزير هو فلاح ومحامي وشخصية أعمال وضابط وسياسي أمريكي، ولد في 19 مارس 1934 في Fields, Louisiana ‏ في الولايات المتحدة، وتوفي في 23 سبتمبر 2013 في باتون روج في الولايات المتحدة. نشط حزبياً في الحزب الديمقراطي.